# Нови Раушић
Нови Раушић (алб. Raushiq i Ri) је насељено место у општини Пећ, на Косову и Метохији.

## Положај
На основу члана 16. Закона о територијалној организацији Републике Србије, Нови Раушић је засебно насеље настало од дела укинутог насеља Стари Раушић. Међутим, према привременим органима самоуправе тзв. „Републике Косово“, територија Новог Раушића припада катастарској зони Раушић.

## Становништво
Према званичним пописима, Нови Раушић је имао следећи број становника:
| Демографија | Демографија | Демографија |
| Година      | Становника  | Становника  |
| ----------- | ----------- | ----------- |
| 1948.       | 203         |             |
| 1953.       | 224         |             |
| 1961.       | 267         |             |
| 1971.       | 370         |             |
| 1981.       | 492         |             |
| 1991.       | 543         |             |